# Ли (единица длины)
Ли — название двух китайских единиц измерения расстояния: первая — кит. 市里 или кит. 里, Lǐ — для больших расстояний, в древности ли (里) составляла 300 или 360 шагов (步, бу), стандартизированное метрическое значение — 500 метров; вторая — кит. 市厘, стандартизированное метрическое значение которой составляло ⅓ мм. В китайском языке эти слова пишутся разными иероглифами и произносятся разным тоном.
Согласно данным востоковеда Иакинфа Бичурина, приведённым в Энциклопедическом словаре Брокгауза и Ефрона, в XVIII—XIX веках ли (она же — «китайская верста») составляла 267 саженей 6 футов, то есть 571,5 м. Современный метрический ли, принятый КНР, равен 500 метров (полкилометра) ровно.
В китайских идиоматических выражениях тысяча, десять тысяч ли означают очень долгий путь. Существует древнее китайское выражение, происходящее из 64-го параграфа основного сочинения китайского философа Лао-цзы: «путь в тысячу ли начинается с первого шага» (кит. упр. 千里之行，始于足下, пиньинь qiān lǐ zhī xíng, shǐ yú zú xià, палл. цянь ли чжи син, ши юй цзу ся):1084. Есть также чэнъюй «могучий орёл (дословно, птица пэн) может пролететь десять тысяч ли» (кит. трад. 鵬程萬里, упр. 鹏程万里, пиньинь péng chéng wàn lǐ, палл. пэн чэн вань ли), который означает «широкие перспективы»:1033. Однако, наряду с ним существует и чэнъюй «хромая черепаха одолевает тысячу ли» (кит. упр. 跛鳖千里, пиньинь пиньинь: bǒ biē qiān lǐ, палл. бо бе цянь ли), означающий, что «непрестанными усилиями даже при неблагоприятных условиях можно добиться успеха». Великая китайская стена по-китайски иногда называется «стеной длиной десять тысяч ли» (кит. упр. 万里长城, пиньинь Wàn Lǐ Chángchéng, палл. ваньли чанчэн):1405. Применительно к отличному скакуну в Китае используется эпитет «лошадь тысячи ли» (кит. упр. 千里马, пиньинь qiān lǐ mǎ, палл. цянь ли ма), в качестве образного выражения им также обозначается способный и талантливый человек:1084.